# Podington Motte
Podington Motte är ett slott i Storbritannien.   Det ligger i kommunen Borough of Bedford i  riksdelen England, i den södra delen av landet, 90 km norr om huvudstaden London. Podington Motte ligger 79 meter över havet.
Terrängen runt Podington Motte är platt. Runt Podington Motte är det tätbefolkat, med 319 invånare per kvadratkilometer. Närmaste större samhälle är Northampton, 17,9 km väster om Podington Motte. Trakten runt Podington Motte består till största delen av jordbruksmark.